# Utajärvi, sydväst om kanalen
Utajärvi, sydväst om kanalen är en slags sjö i kommunen Utajärvi i landskapet Norra Österbotten i Finland. Arean är 33 hektar och strandlinjen är 3,3 kilometer lång.  Den  ingår i Uleälvens huvudavrinningsområde.  Sjön ligger omkring 54 kilometer sydöst om Uleåborg och omkring 510 kilometer norr om Helsingfors. 
I sjön finns ön Koirasaari. sjön ligger sydväst om sjön Utajärvi. 